# Nick Taylor
Nick Taylor (ur. 2 września 1998 w Dallas) – kambodżański piłkarz amerykańskiego pochodzenia, grający na pozycji lewego napastnika. Zawodnik tajskiego klubu PT Prachuap F.C.. Reprezentant Kambodży.

## Sukcesy

### Svay Rieng FC
- Mistrz Kambodży: 2024
- Puchar Kambodży: 2024
- Mistrz Kambodży: 2025